# Macronychia auromaculata
Macronychia auromaculata är en tvåvingeart som först beskrevs av Townsend 1915.  Macronychia auromaculata ingår i släktet Macronychia och familjen köttflugor.
Artens utbredningsområde är Peru. Inga underarter finns listade i Catalogue of Life.